# Euryglossina flaviventris
Euryglossina flaviventris är en biart som beskrevs av Cockerell 1916. Euryglossina flaviventris ingår i släktet Euryglossina och familjen korttungebin. Inga underarter finns listade i Catalogue of Life.

## Bildgalleri

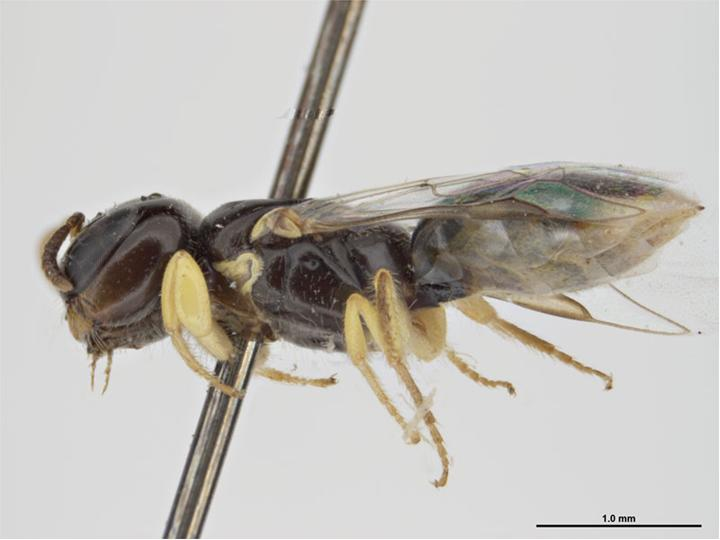